# Hutto (Automobilhersteller)
Hutto war ein US-amerikanischer Hersteller von Automobilen.

## Unternehmensgeschichte
M. C. Hutto war 1903 Mitbegründer der Florida Automobile and Acetylene Gas Company, die keine Fahrzeugproduktion zustande brachte. Danach war er Manager bei der East Coast Automobile Company, über deren Produktion nichts bekannt ist. 1905 gründete er das Unternehmen in Jacksonville in Florida. Hauptsächlich war er als Reparaturwerkstatt tätig. Im selben Jahr stellte er sein erstes Automobil her, das er auch verkaufte. Der Markenname lautete Hutto. Weitere Fahrzeuge folgten. Im selben Jahr endete die Fahrzeugproduktion.
1907 wurde die Clarke Automobile & Launch Company aufgekauft. Nach 1913 verliert sich die Spur des Unternehmens.

## Fahrzeuge
Das erste Fahrzeug hatte einen Vierzylindermotor mit 24 PS Leistung. Er trieb über eine Kardanwelle die Hinterachse an. Das Fahrzeug war als offener Tourenwagen karosseriert. Es wog etwa 770 kg. Der Neupreis betrug 1500 US-Dollar.
Zu den folgenden Fahrzeugen liegen keine Daten vor.